# Targus
Targus – przedsiębiorstwo założone w 1983 roku w Wielkiej Brytanii, zajmujące się produkcją akcesoriów do sprzętu mobilnego. Typowym przykładem produktów przedsiębiorstwa są torby do laptopów.